# Brett Cash
Brett Cash (ur. 25 sierpnia 1979) – australijski zapaśnik walczący w obu stylach. Olimpijczyk z Sydney 2000, gdzie zajął siedemnaste miejsce w kategorii 58 kg, w stylu klasycznym.
Zajął siedemnaste miejsce na mistrzostwach świata w 1999. Zdobył trzy medale na mistrzostwach Oceanii w latach 2000 – 2006.
Jest bratem Grahama Casha, zapaśnika i medalisty mistrzostw Oceanii.